# Ciudad Juárez (Durango)
Ciudad Juárez es una localidad del estado mexicano de Durango, ubicada en el municipio de Lerdo y parte integrante de la Zona metropolitana de La Laguna.
Ciudad Juárez se encuentra localizada en las coordenadas geográficas 25°29′43″N 103°35′42″O / 25.49528, -103.59500 y a una altitud de 1 155 m s. n. m. (metros sobre el nivel del mar), se encuentra a una distancia aproximada de 10 kilómetros al oeste de Ciudad Lerdo, cabecera municipal, y con ello de la zona urbana conformada por esta ciudad y las de Gómez Palacio y Torreón, con las que forma una conurbación y de las que dependente económicamente. Se encuentra comunicada con las mismas mediante la carretera federal 49 en su ramo libre de cuota, la autopista por la que circula la mayor parte del tráfico carretero se encuentra localizado fuera de la localidad.
De acuerdo al censo de población de 2010 realizado por el Instituto Nacional de Estadística y Geografía, Ciudad Juárez tiene una población total de 7069 habitantes, de los que 3488 son hombres y 3581 son mujeres; la población, originariamente denominada como Villa Juárez por tener ese categoría política, fue elevada a la de Ciudad y su nombre modificado según decreto del 19 de marzo de 1989, convirtiéndose de esa manera, en homónima de la ciudad chihuahuense fronteriza de Ciudad Juárez.